# Рекітова (комуна)
Рекітова (рум. Răchitova) — комуна у повіті Хунедоара в Румунії. До складу комуни входять такі села (дані про населення за 2002 рік):
- Бойца (265 осіб)
- Веліоара (250 осіб)
- Готешть (3 особи)
- Местякен (11 осіб)
- Рекітова (551 особа) — адміністративний центр комуни
- Чула-Маре (225 осіб)
- Чула-Міке (182 особи)

Комуна розташована на відстані 293 км на північний захід від Бухареста, 32 км на південний захід від Деви, 145 км на південний захід від Клуж-Напоки, 118 км на схід від Тімішоари.

## Населення
За даними перепису населення 2002 року у комуні проживали 1487 осіб.
Національний склад населення комуни:
| Національність | Кількість осіб | Відсоток |
| -------------- | -------------- | -------- |
| румуни         | 1485           | 99,9%    |
| угорці         | 1              | 0,1%     |
| українці       | 1              | 0,1%     |

Рідною мовою назвали:
| Мова       | Кількість осіб | Відсоток |
| ---------- | -------------- | -------- |
| румунська  | 1485           | 99,9%    |
| угорська   | 1              | 0,1%     |
| українська | 1              | 0,1%     |

Склад населення комуни за віросповіданням:
| Релігія            | Кількість осіб | Відсоток |
| ------------------ | -------------- | -------- |
| православні        | 1194           | 80,3%    |
| баптисти           | 210            | 14,1%    |
| п'ятдесятники      | 81             | 5,4%     |
| римо-католики      | 1              | 0,1%     |
| не вказали релігію | 1              | 0,1%     |